# Привільне (Роздільнянський район)
Приві́льне — село в Україні, у Цебриківській селищній громаді Роздільнянського району Одеської області. Населення становить 261 осіб.
До 17 липня 2020 року було підпорядковане Великомихайлівському району, який був ліквідований.

## Населення
Згідно з переписом 1989 року населення села становило 300 осіб, з яких 137 чоловіків та 163 жінки.
За переписом населення 2001 року в селі мешкало 275 осіб.
На 1 січня 2020 року — 261 особа: 118 чоловік і 143 жінки.

### Мова
Розподіл населення за рідною мовою за даними перепису 2001 року:
| Мова       | Відсоток |
| ---------- | -------- |
| українська | 92,83 %  |
| молдовська | 6,09 %   |
| російська  | 1,08 %   |